# 巨钩刺锚参
巨钩刺锚参（学名：Protankyra magnihamula）为锚参科刺锚参属的动物。分布于伊朗以及中国大陆的福建到北部湾沿岸、海南岛等地，主要生活于水深0-50米的泥底。该物种的模式产地在香港。